# 非常宣言
，是一部2022年上映的韓國災難動作片，由韓在林編劇和執導，宋康昊、李炳憲、全道嬿、金南佶、任時完、金素辰及朴海俊主演。該片講述當飛機面對前所未見的生化武器攻擊時，依據機長判斷無法繼續正常航行，而宣布無條件迫降。

## 劇情
資深刑警仁浩（宋康昊 飾）收到了有男子要對飛機進行恐怖攻擊的情報，在進行調查時，得知嫌犯搭乘了KI501班機。在赫（李炳憲 飾）即使有飛行恐懼症，為了讓女兒接受治療仍一起搭機前往夏威夷，但一名四處走動、口出惡言的怪人讓在赫感到十分在意。KI501班機從仁川機場出發前往夏威夷的途中，有名男子因不明原因死亡，讓機艙內的乘客陷入恐懼中。而國土交通部長官淑熙（全道嬿 飾）收到消息後，馬上成立恐怖攻擊應變中心，召開緊急對策會議，尋求讓KI501班機著陸的方法……

## 演員陣容

### 主要人物
- 宋康昊 飾演 具仁浩（刑警）
- 李炳憲 飾演 朴在赫（乘客 & A級飛行員）
- 全道嬿 飾演 金淑熙（國土交通部長官）
- 金南佶 飾演 崔賢秀（Sky Korea 501班副機長）
- 任時完 飾演 柳鎮碩（施放生化武器者）
- 金素辰 飾演 金熙真（Sky Korea 501班事務長）
- 朴海俊 飾演 朴泰秀（青瓦台危機管理中心室長）

### 其他人物
- 禹美花 飾演 惠允（具仁浩的妻子）
- 玄奉植 飾演 朴允哲（具仁浩的同僚刑警）
- 文淑 飾演 韓博士（醫生）
- 薛仁雅 飾演 林泰恩（Sky Korea 501班空服員）
- 權韓率 飾演 具敏貞（具仁浩與惠允的女兒）
- 金寶敏 飾演 朴秀敏（朴在赫的女兒）
- 金國熙 飾演 美良
- 林亨國 飾演 元東延（Sky Korea 501班機長）
- 李烈音 飾演 朴詩英（Sky Korea 501班空服員）
- 林成宰 飾演 宗秀
- 金學善 飾演 允錫
- 南明烈 飾演 青瓦台安保室長
- 鄭宗烈 飾演 石弼鎬
- 金好貞 飾演 白部長（保健福祉部長）
- 李玄均 飾演 吳成勳
- 李日燮 實驗 韓博士的丈夫
- 尹世雄 飾演 高爾夫會員
- 吳在均 飾演 高爾夫會員
- 卞宇鐘 飾演 高爾夫會員
- 朴在琓 飾演 分店店長
- 李秀美 飾演 惠允的朋友
- 申秀妍 飾演 高中生
- 郭敏奎 飾演 建築公司出差職員
- 徐錫圭 飾演 新婚丈夫
- 崔永道 飾演 移民丈夫
- 鄭潤廈 飾演 文海珍
- 文珠妍 飾演 售票員
- 姜末今 飾演 生存者
- 成基允 飾演 危機管理指揮室組長
- 李華龍 飾演 金明植（疾病管理本部長）
- 全秀智 飾演 吳輔佐官
- 金昌煥 飾演 部長秘書
- 趙載龍 飾演 任務管理人員
- 權赫 飾演 安保室長輔佐官
- 鄭亨錫 飾演 韓部長（行政安全部部長）
- 黃在烈 飾演 管制組長
- 李周英 飾演 管制組長
- 金廣植 飾演 管制組長
- 白承益 飾演 科學調查組組員
- 孫敬元 飾演 科學調查組組員
- 李海運 飾演 科學調查組組員
- 河秀豪 飾演 警衛員
- 朴胤熙 飾演 東京管制所組長
- 池南赫 飾演 東京管制所組員
- 朴藝瑛 飾演 東京管制所組員

### 特別出演
- 李在恩 飾演 新聞女主播

## 製作
2019年8月29日，據報導Showbox確認宋康昊和李炳憲已同意出演由韓在林執導的電影《緊急迫降》。2020年3月30日，據報導由於受2019冠狀病毒病疫情影響，電影延後開拍。2020年5月12日，確認演員陣容為宋康昊、李炳憲、全道嬿、金南佶、任時完、金素真和朴海俊。拍攝於同月開始進行。
2020年8月31日，Showbox發表聲明表示，由於劇組相關人士曾與確診者接觸而暫時中斷拍攝。復拍於2020年9月12日開始進行，並於2020年10月24日殺青。

## 發行
《緊急迫降》定於2021年7月16日在第74屆坎城影展作為非競賽片全球首映。

## 評價
歐美媒體和影評家對本片的看法褒貶不一，爛番茄根據29條專業評論（23條好評，6條差評），獲得100%新鮮度，平均得分9.7/10。

## 争议
2023年8月，据韩国警方对电影发行公司的调查结果，该片于2022年上映期间涉嫌票房造假。

## 奬項榮譽
| 年份 | 頒獎典禮                   | 奬項                | 入圍者             | 結果 |
| ---- | -------------------------- | ------------------- | ------------------ | ---- |
| 2022 | 第43届青龙电影奖           | 最佳導演            | 韓在林             | 提名 |
| 2022 | 第43届青龙电影奖           | 最佳男主角          | 李炳憲             | 提名 |
| 2022 | 第43届青龙电影奖           | 最佳男配角          | 任時完             | 提名 |
| 2022 | 第43届青龙电影奖           | 最佳女配角          | 金素辰             | 提名 |
| 2022 | 第43届青龙电影奖           | 最佳技術            | 洪政浩（視覺效果） | 提名 |
| 2022 | 第58屆大鐘獎               | 最佳男主角          | 李炳憲             | 提名 |
| 2022 | 第58屆大鐘獎               | 最佳男配角          | 任時完             | 提名 |
| 2022 | 第58屆大鐘獎               | 最佳配樂            | 李丙雨、鄭智勳     | 提名 |
| 2022 | 第58屆大鐘獎               | 最佳美術            | 李穆元             | 提名 |
| 2022 | 第58屆大鐘獎               | 最佳攝影            | 李毛凱、朴鐘哲     | 提名 |
| 2022 | 第58屆大鐘獎               | 最佳視覺效果        | 洪政浩             | 提名 |
| 2022 | 第58屆大鐘獎               | 最佳照明            | 李成煥             | 提名 |
| 2022 | 第58屆大鐘獎               | 最佳剪輯            | 金宇賢、李康日     | 提名 |
| 2022 | 第31屆釜日電影獎           | 最佳電影            | 《非常宣言》       | 提名 |
| 2022 | 第31屆釜日電影獎           | 最佳女主角          | 全道嬿             | 提名 |
| 2022 | 第31屆釜日電影獎           | 最佳男配角          | 任時完             | 獲獎 |
| 2022 | 第31屆釜日電影獎           | 最佳女配角          | 金素辰             | 提名 |
| 2022 | 第42屆韩国电影评论家协会奖 | 十佳電影            | 《非常宣言》       | 獲獎 |
| 2022 | 第9屆韓國電影製作人協會獎  | 最佳男配角          | 任時完             | 獲獎 |
| 2022 | 第7屆倫敦亞洲電影節        | 最佳男配角          | 任時完             | 獲獎 |
| 2023 | 第16屆亞洲電影大獎         | 最佳男配角          | 任時完             | 提名 |
| 2023 | 第16屆亞洲電影大獎         | 最佳女配角          | 金素辰             | 獲獎 |
| 2023 | 第57屆百想藝術大獎         | 電影部門 最佳男配角 | 任時完             | 提名 |

## 外部連結
- NAVER上《非常宣言》的資料
- Daum上《非常宣言》的資料

- 韩国电影数据库（KMDb）上《非常宣言》的資料
- 互联网电影数据库（IMDb）上《緊急迫降》的资料（英文）